# Namácio de Vienne
Namácio (em latim: Namatius; m. 558/560) foi um reitor de Provença sob os merovíngios e depois bispo de Vienne de 552 até sua morte em ofício. Ele é provavelmente identificável com o indivíduo de mesmo nome registrado entre os participantes do Concílio de Orange em 529. A esposa de Namácio, Eufrásia, tornou-se uma freira após sua morte. Ela era reconhecida por sua generosidade com os pobres.
Foi canonizado em 9 de dezembro de 1903, pelo Papa Pio X.